# Maniitsoq
Maniitsoq (Deens: Sukkertoppen) is een plaats en voormalige gemeente in Groenland. Het is een middelgrote nederzetting, gelegen tussen Sisimiut en Nuuk. De gemeente telde 3489 inwoners in 2007, waarvan er 2801 in de plaats Maniitsoq leefden. In 2014 had de plaats 2530 inwoners.
Op 1 januari 2009 is de gemeente opgeheven en opgegaan in de gemeente Qeqqata.
De plaats trekt vooral veel wintersporters, vanwege de niet al te steile hellingen. Er is een klein vliegveld, waarvandaan Air Greenland dagelijks vluchten uitvoert naar Sisimiut, Nuuk en Kangerlussuaq. In de plaats zelf is een bankgebouw van Grønlandsbanken en een postkantoor van Tele Post.
- Gemeinsame Normdatei: 4559923-3
- Virtual International Authority File: 233878621

Voormalige landsdelen: Kitaa  · Tunu  · Avannaa

Voormalige gemeenten: Aasiaat  · Ammassalik · Ilulissat · Ittoqqortoormiit  · Ivittuut · Kangaatsiaq  · Maniitsoq · Nanortalik · Narsaq · Nuuk · Paamiut · Qaanaaq · Qaasuitsup · Qaqortoq · Qasigiannguit · Qeqertarsuaq · Sisimiut · Upernavik · Uummannaq